# Selbstporträt mit Tulla Larsen
Selbstporträt mit Tulla Larsen ist ein Ölgemälde des norwegischen Malers Edvard Munch aus dem Jahr 1905. Das Gemälde ist ein Porträt des Künstlers selbst und seiner Geliebten Tulla Larsen. Nach dem Ende ihrer Beziehung teilte Munch das Bild in zwei Teile, die ihrerseits eigene Titel erhalten haben: Selbstporträt vor grünem Hintergrund (norwegisch: Selvportrett mot grønn bakgrunn) und Karikaturporträt von Tulla Larsen (norwegisch: Karikert portrett av Tulla Larsen).

## Bildanalyse und -geschichte
Laut Giulia Bartram, einer Kuratorin des British Museum, gehört das Doppelporträt von Edvard Munch und seiner damaligen Partnerin Tulla Larsen nicht zu den bekanntesten Werken des Malers. Es entstand auf dem Höhepunkt ihrer schwierigen Beziehung und zeigt einen Maler, dessen Gesicht rot angelaufen ist und seine genervt dreinblickende Gefährtin. Nach dem Bruch mit Larsen im Jahr 1902 sägte Munch das Bild in zwei Teile. Die beiden Teile blieben im Besitz der Familie und gingen, wie der gesamte Nachlass des Malers, an das Munch-Museum Oslo über.
Der gespenstische Gesichtsausdruck Tulla Larsens im Bild, ihr fixierender, starrer Blick aus grünen Augen und ihr blutrotes Schlangenhaar erinnert Elizabeth Lowry frappierend an die Lithografie Die Sünde (Frau mit rotem Haar und grünen Augen) aus dem Jahr 1902, in dem sich das gelockte Haar einer weiblichen Sirene teilt wie ein Vorhang, um ihre lockenden Brüste zu entblößen. Auch in Männerkopf in Frauenhaar ist es das – abermals rote – lange Haar einer Frau, das sich wie ein Netz um einen Mann schlingt, der zum gefangenen, hilflos um Luft ringenden Opfer wird. Larsens Nachfolgerin Eva Mudocci hielt Munch in Salomé in einer ähnlichen Pose fest. Das Bild ist benannt nach dem gleichnamigen Stück von Oscar Wilde, in dem eine Frau dem Mann, der sie abweist, den Kopf abschlagen lässt. Zur weiteren Symbolik von Frauenhaar in Munchs Werk siehe den Abschnitt Frauenhaar als Symbol beim Bildmotiv Vampir.

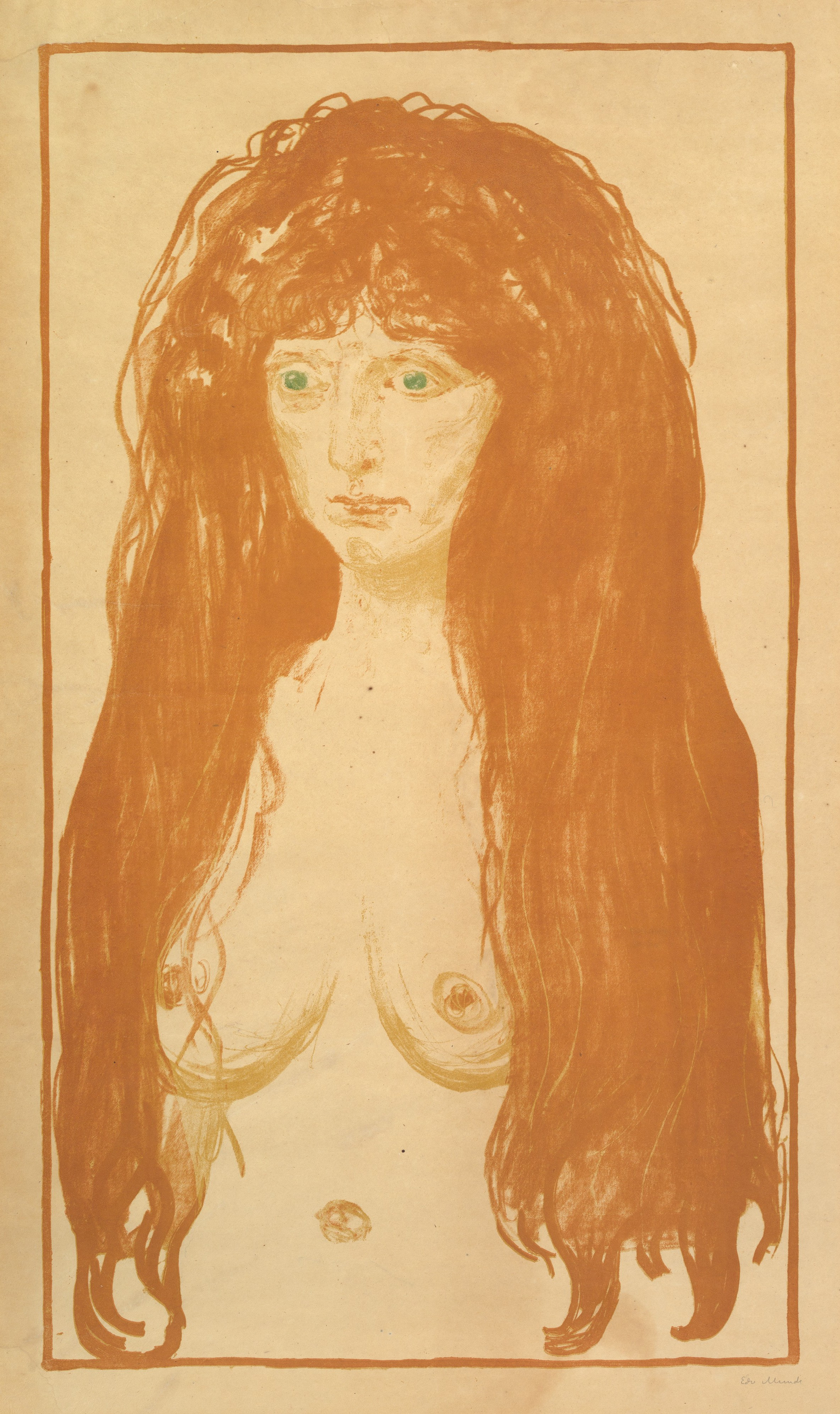
Die Sünde (Frau mit rotem Haar und grünen Augen) (1902). Lithografie, 69,5 × 40 cm, Metropolitan Museum of Art, New York
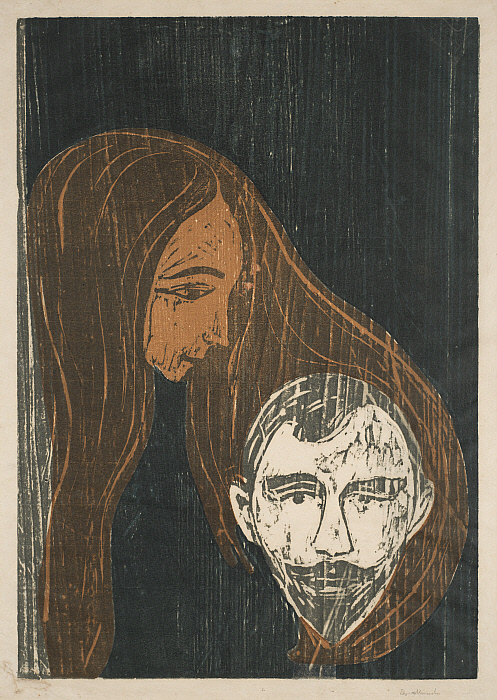
Männerkopf in Frauenhaar (1896). Holzschnitt, 54,6 × 38,1 cm, Sterling and Francine Clark Art Institute, Williamstown
Salomé (1903). Holzschnitt, 40,5 × 30,5 cm, Thielska galleriet, Stockholm

Im Jahr 2019 wurden in einer Ausstellung des British Museums in London nach über einem Jahrhundert das erste Mal wieder die beiden Teile Selbstporträt vor grünem Hintergrund und Karikaturporträt von Tulla Larsen als gemeinsames Bild gezeigt, wie sie ursprünglich konzipiert waren.  Im Catalogue raisonné von Gerd Woll aus dem Jahr 2008 sind die beiden Teilbilder mit den Nummern 645 und 646 aufgeführt, siehe auch die Liste der Gemälde von Edvard Munch.

## Hintergrund

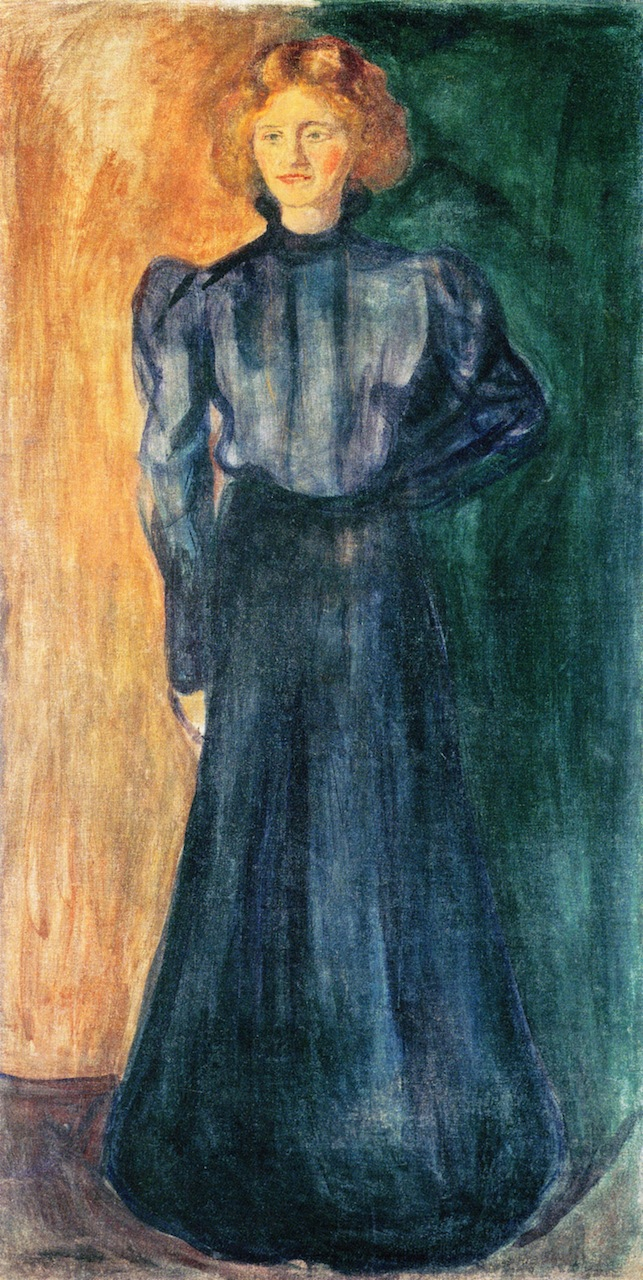
Edvard Munch: Tulla Larsen (1898–99), Öl auf Leinwand, 119,5 × 61 cm, Munch-Museum Oslo

Im Jahr 1898 lernte Munch Mathilde, genannt „Tulla“, Larsen, die sechs Jahre jüngere Tochter eines reichen norwegischen Weinhändlers kennen. In den folgenden Jahren verbrachte der Künstler seine Sommeraufenthalte in Norwegen zum Teil an Larsens Seite und nahm sie auch auf Auslandsreisen mit. Die Beziehung war allerdings problematisch, Matthias Arnold spricht von einer Hassliebe: Munch, der ohnehin ein schwieriges Verhältnis zu Frauen hatte, fühlte sich von der jungen, besitzergreifenden Frau erotisch angezogen, gleichzeitig jedoch bedrängt und seiner Freiheit beraubt. Tulla Larsen wurde häufig als Munchs Verlobte bezeichnet, Hochzeitspläne wurden geschmiedet, auch wenn Munch im Nachhinein stets behauptete, dass nur Larsen von Verlobung gesprochen und er nie Heiratsabsichten gehabt hätte. Im Jahr 1902 kam es zum dramatischen Höhe- wie Endpunkt der Beziehung, als sich in einer ungeklärten Auseinandersetzung, möglicherweise nach einem inszenierten Suizidversuch, ein Schuss aus einem Revolver löste (wobei nicht bekannt ist, in wessen Hand er sich befand) und Munch das oberste Glied seines linken Mittelfingers verlor.
Auch wenn Munch die linke Hand beim Malen nur zum Halten der Palette benutzte, wurde er durch den zerstümmelten Finger und andauernde Schmerzen zeitlebens an das Geschehen erinnert und in seiner Furcht vor der Gefährlichkeit des Weiblichen bestätigt. In einem Brief an seinen Freund Jappe Nilssen schrieb Munch 1908/09: „Ich verstehe ja, daß niemand zu Hause gesehen und begriffen hat, zu welch niederträchtigen Handlungen ein reiches Mädchen aus der Gesellschaft, das nicht mehr bei seiner Mama wohnen möchte und der Meinung ist, mit 30 Jahren sei die Jungmädchenzeit vorbei, fähig ist – und daß seine Abnehmer und Zuhälter … willig waren, das Grab zu graben, in das ich gefallen bin – weil sie das Theaterstück geschrieben haben, das mich fertigmachen sollte … Es traf mich mitten ins Herz.“
Von seiner Hand mitsamt der Kugel existiert ein frühes Röntgenbild. Munch porträtierte sich selbst in einer dramatischen Szene nackt und mit blutender Hand auf dem Operationstisch. In den Jahren 1906/07 dramatisierte er das Geschehen in den Bildern Mord, Die Mörderin und Marats Tod (sich selbst mit Jean Paul Marat identifizierend) gar weiter zu einem Mord.

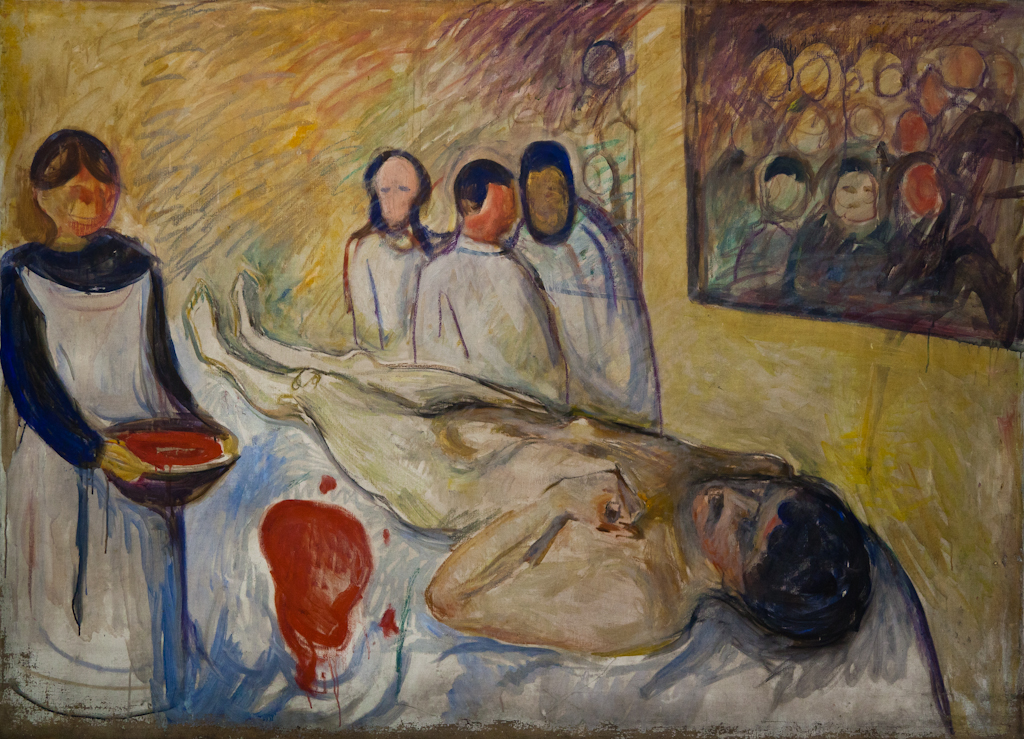
Auf dem Operationstisch (1902/03), Öl auf Leinwand, 109 × 149 cm, Munch-Museum Oslo
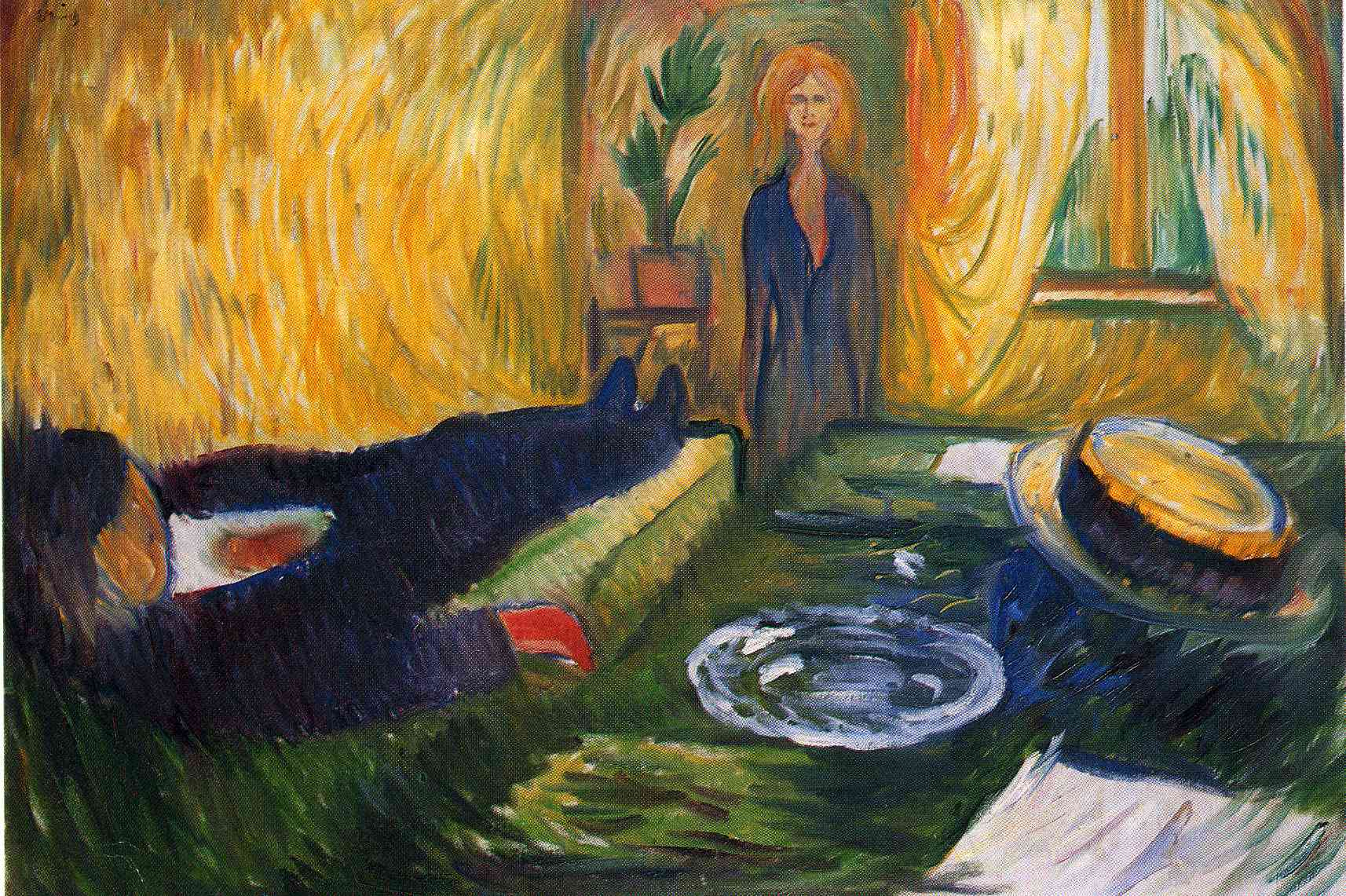
Mord (1906), Öl auf Leinwand, 69,5 × 100 cm, Munch-Museum Oslo
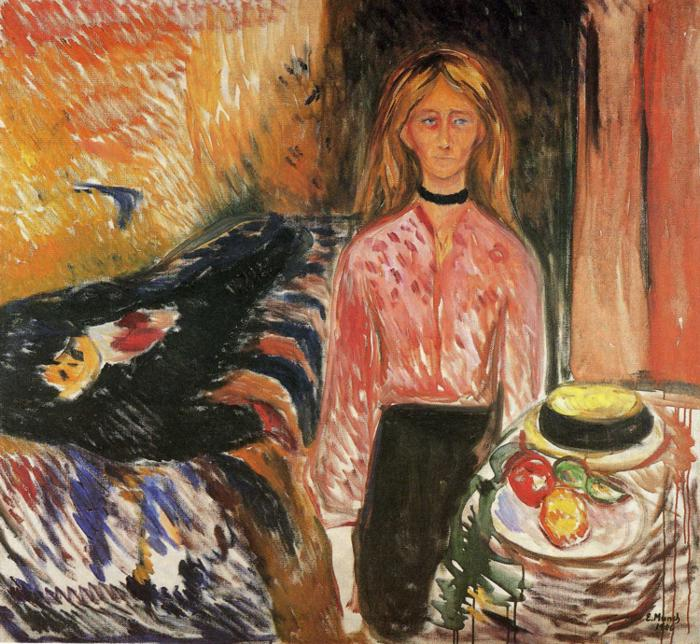
Die Mörderin (1906), Öl auf Leinwand, 110 × 120 cm, Munch-Museum Oslo
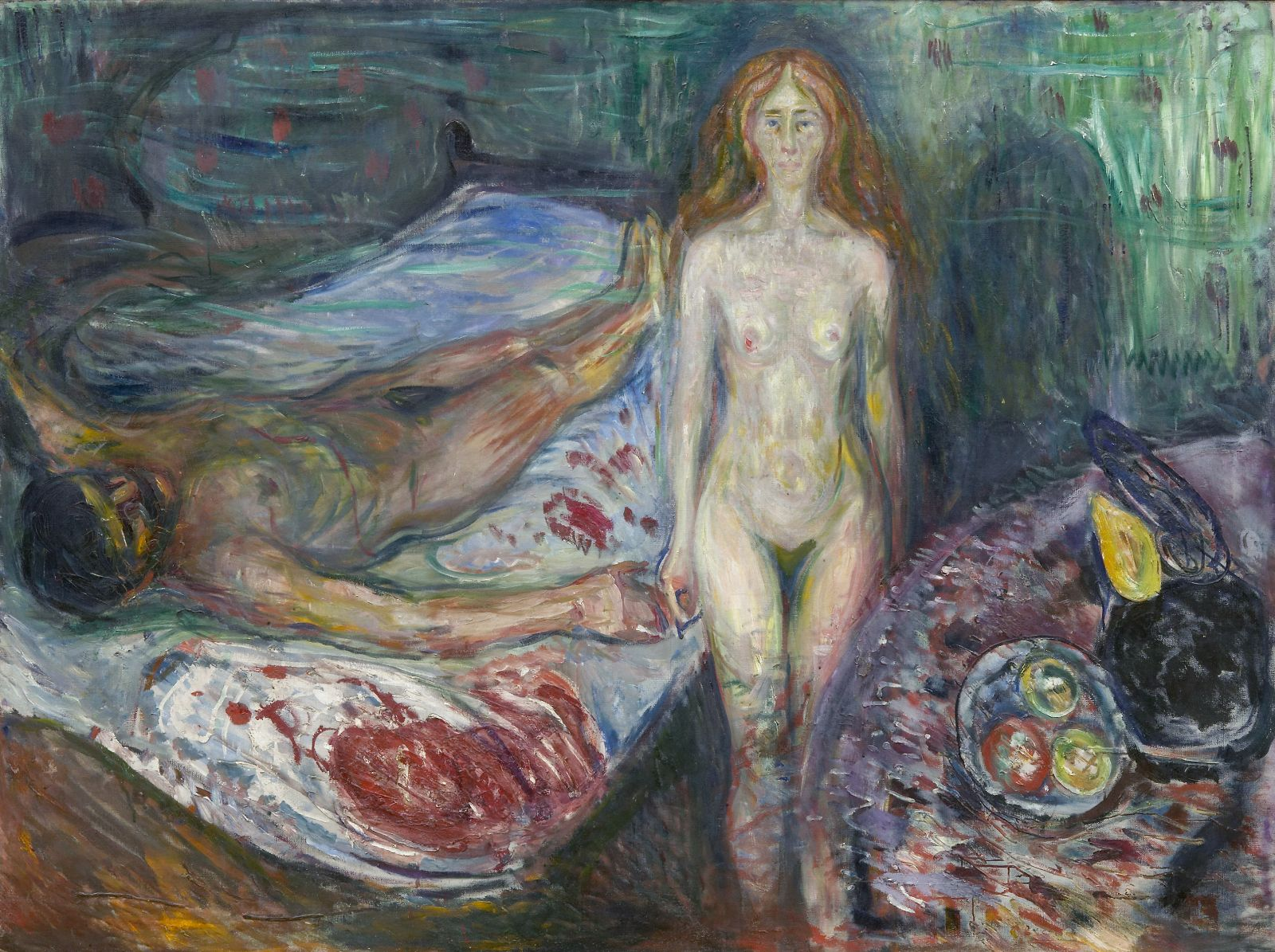
Marats Tod I (1907), Öl auf Leinwand, 150,5 × 199,5 cm, Munch-Museum Oslo
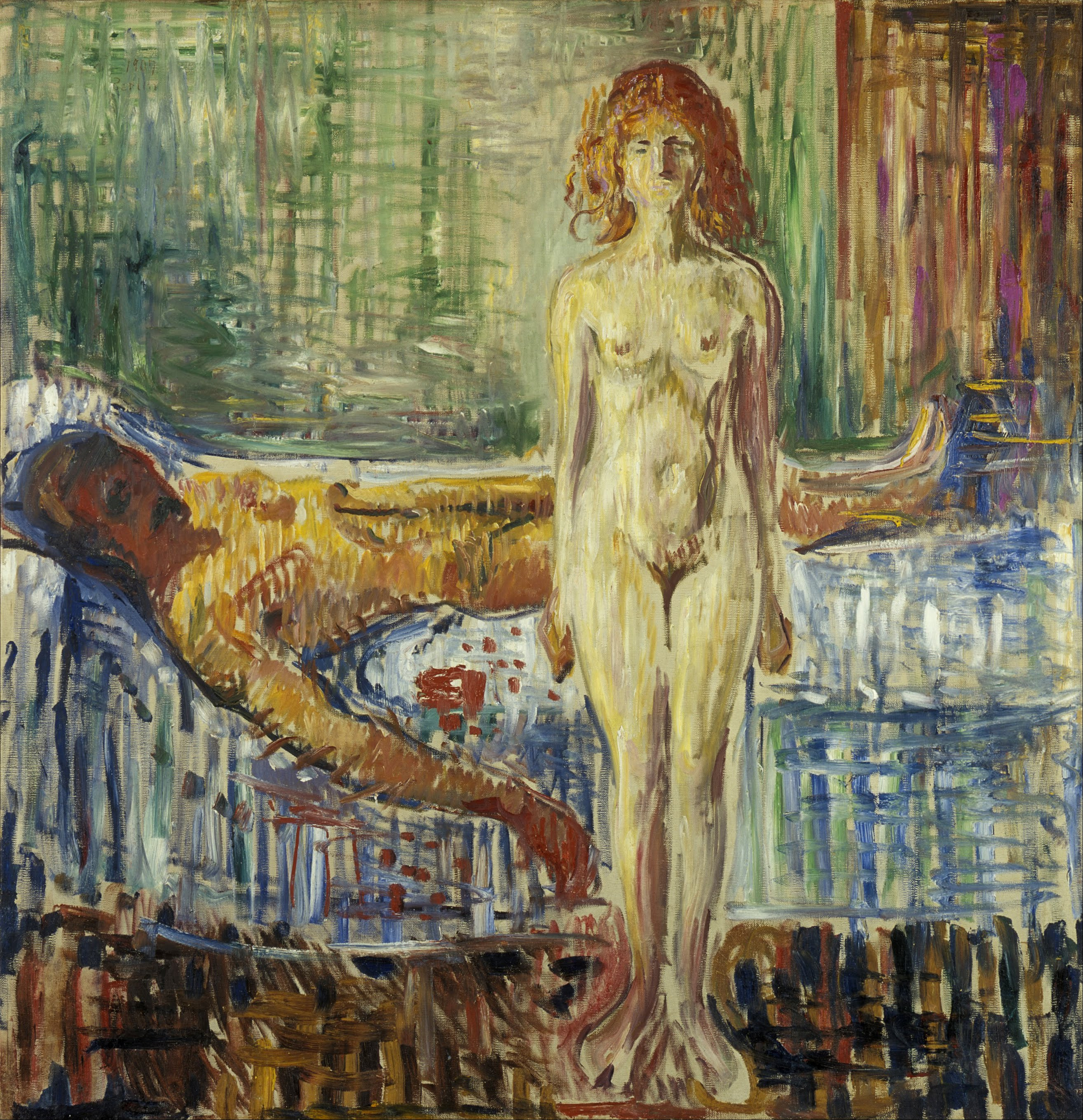
Marats Tod II (1907), Öl auf Leinwand, 153 × 149 cm, Munch-Museum Oslo
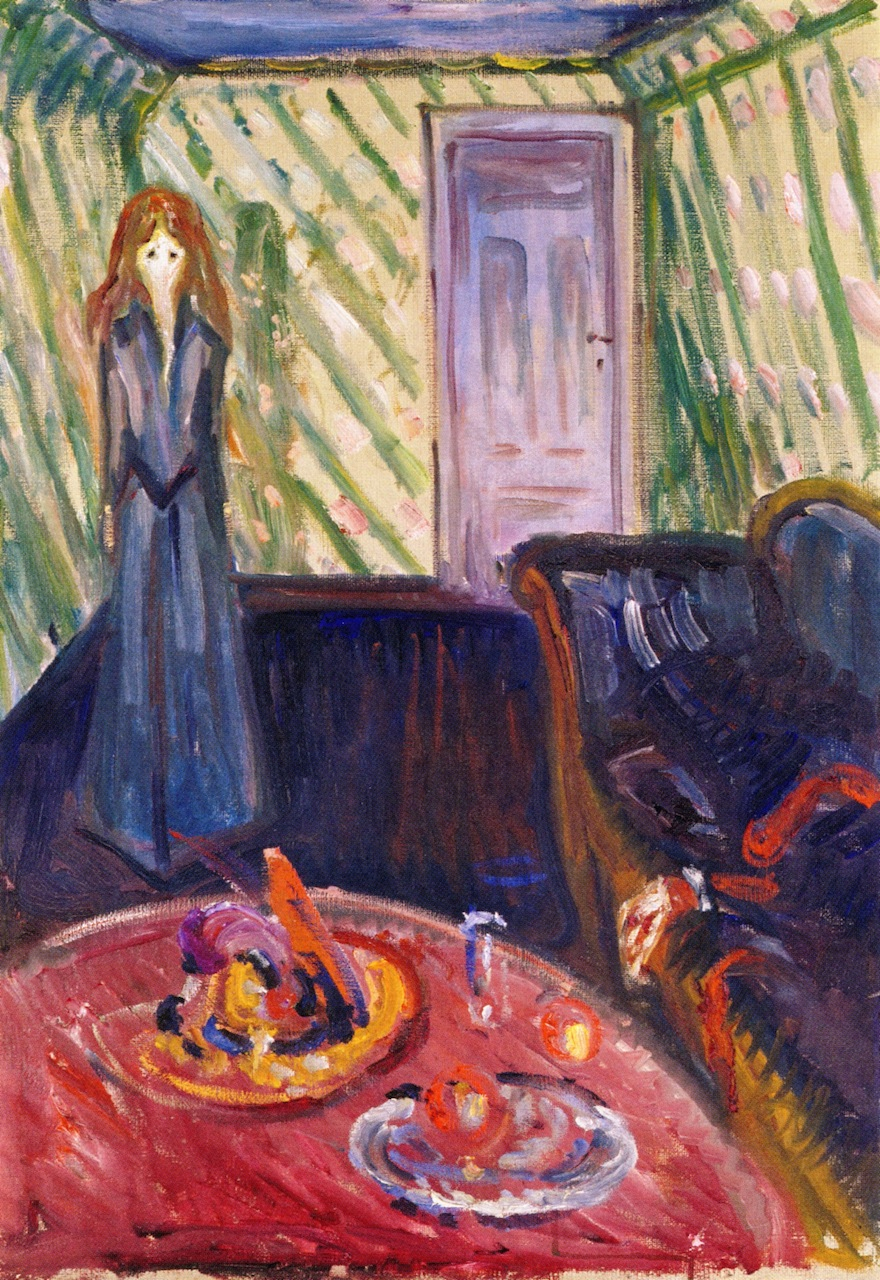
Die Mörderin (1907), Öl auf Leinwand, 89 × 63 cm, Munch-Museum Oslo